# Три цента США
3 цента США — медно-никелевые и серебряные монеты США номиналом в 3 цента, которые чеканились с 1851 по 1889 годы (с 1851 по 1873 — из серебра, а с 1865 по 1889 из медно-никелевого сплава).

## История
Предпосылкой создания 3-центовых монет стало снижение цены на почтовые марки до 3 центов. Одним из сенаторов было предложено начать чеканить серебряные монеты номиналом в 3 цента, за которые можно было бы приобрести 1 марку. Монетным актом от 1851 года было разрешено выпускать серебряные 3-центовые монеты.
Первый тип 3-центовых монет 1851–1853 годов весил 0,8 грамма и содержал 75 % серебра. В 1854 году содержание серебра в монете было повышено до 90 %, а вес соответственно снижен до 0,75 г. Третье изменение было внесено в 1859 году и касалось дизайна звезды на аверсе монеты.
Во время гражданской войны в США в связи с рядом финансовых трудностей с 1865 года стали выпускаться 3-центовые монеты из медно-никелевого сплава. Серебряные монеты чеканились вплоть до 1873 года незначительными тиражами.
Монета из-за своего малого размера была крайне неудобна в обиходе, так как часто терялась, могла гнуться.
Недостатком монеты был одинаковый диаметр с бо́льшим по номиналу серебряным даймом. В 1889 году выпуск 3-центовых монет был прекращён.

## Типы 3-центовых монет
| Серебряная монета |                                              |                                  |             |                    |         |       |        |
| Дата выпуска | Металл                                       | Масса общая, г                   | Диаметр, мм | Тираж, шт.         | Гурт    | Аверс | Реверс |
| 1851–1873 | 1851–1853 (75 % серебро) 1854 (90 % серебро) | 1851–1853 — 0,8 1854–1873 — 0,75 | 14,3        | более 42 миллионов | гладкий |       |        |
| Аверс: шестиконечная звезда со щитом Реверс: буква «С», цифра «III», оливковая ветвь и пучок стрел Гравёр: Джеймс Лонгакр Чеканка: монетные дворы Филадельфии и Нового Орлеана |                                              |                                  |             |                    |         |       |        |
| Медно-никелевая монета |                                              |                                  |             |                    |         |       |        |
| Дата выпуска | Металл                                       | Масса общая, г                   | Диаметр, мм | Тираж, шт.         | Гурт    | Аверс | Реверс |
| 1865–1889 (с перерывами) | 75 % Cu и 25 % Ni                            | 1,9                              | 17,9        | более 31 миллиона  | гладкий |       |        |
| Аверс: женщина, символизирующая Свободу Реверс: цифра «III» в центре венка из оливковых ветвей Гравёр: Джеймс Лонгакр Чеканка: монетный двор Филадельфии                       |                                              |                                  |             |                    |         |       |        |